# Voivodato de Rutenia
El voivodato de Rutenia (en latín: Palatinatus russiae, en polaco: województwo ruskie) fue un voivodato de la Corona del Reino de Polonia desde 1434 hasta la primera partición de Polonia de 1772 con centro en la ciudad de Leópolis (en ucraniano: Lviv, en polaco: Lwów). Junto con una serie de otros voivodatos de la parte sur y este del Reino de Polonia, formó la Provincia de la Pequeña Polonia de la corona polaca, con su capital en Cracovia. Después de las particiones de Polonia, la mayor parte del voivodato de Rutenia, excepto su esquina nororiental, fue anexada por la Monarquía de los Habsburgo, como parte de la provincia de Galitzia. Hoy, el antiguo voivodato de Rutenia está dividido entre Polonia y Ucrania .

## Historia
Después de las guerras galico-volinias, el Reino de Galitzia-Volinia se dividió entre Polonia y Lituania. En 1349, la parte polaca se transformó en el dominio ruteno de la Corona, mientras que el Principado de Volinia estaba en manos del príncipe Liubartas. Con la muerte de Casimiro III el Grande, el Reino de Polonia pasó al Reino de Hungría y el dominio ruteno fue gobernado por el stárosta ruteno, uno de los cuales fue Wladyslaw de Opole.
El voivodato se creó en 1434 sobre la base del privilegio Jedlnia-Cracovia de 1430 (en polaco: Przywilej jedlneńsko-krakowski) en territorio que pertenecía al Reino de Galicia-Volinia. Entre 1349 y 1434, el territorio, junto con la Podolia occidental, se conocía como Dominio Ruteno de la Corona y, de tal manera, el Rey de Polonia recibió el título de Señor de las tierras rutenas. Podolia occidental se agregó al dominio en 1394. En 1434 en el territorio del dominio se crearon los voivodatos de Rutenia y de Podolia.

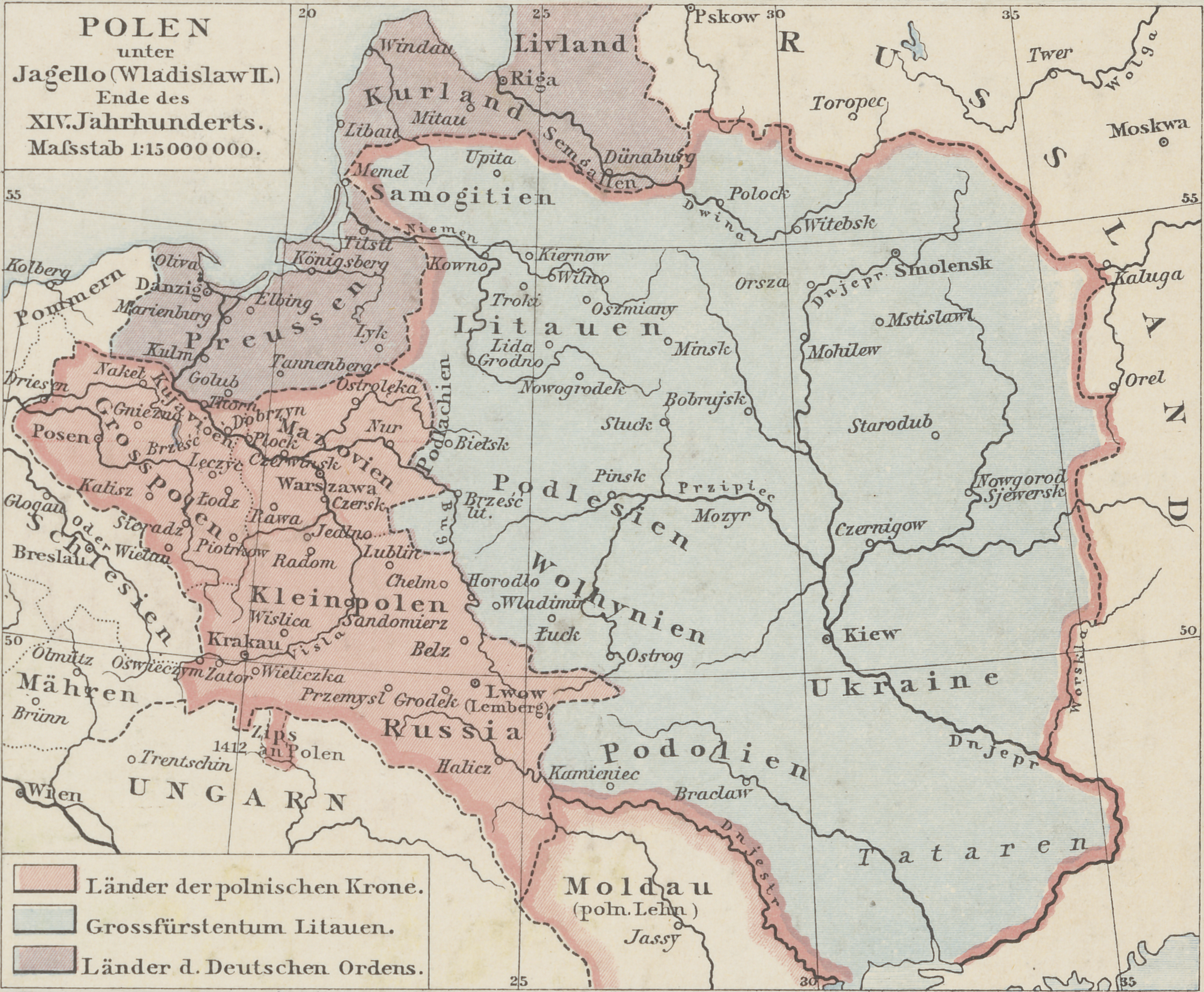
La Rutenia Roja.

En fuentes polacas, las afueras occidentales de la región se llamaban Ziemia czerwieńska, o "Tierra de Czerwień", del nombre de Cherven, una ciudad que existía allí. Hoy en día existen varios pueblos con este nombre, ninguno de ellos relacionado con la Rutenia Roja.
Esta zona se mencionó por primera vez en 981, cuando Vladimiro el Grande de la Rus de Kiev la tomó en su camino a Polonia. En 1018 se unió a Polonia y en 1031 volvió a la Rus de Kiev. Durante aproximadamente 150 años existió como Principado independiente de Hálych y Reino de Galicia-Volinia (también conocido como el Reino de Rus), antes de ser conquistado por Casimiro III de Polonia en 1349. Desde estos tiempos se registra el nombre Ruś Czerwona, traducido como "Rutenia Roja" ("Czerwień" significa rojo en lenguas eslavas, o del pueblo polaco Czermno), aplicado al territorio extendido hasta el río Dniéster, gradualmente transferida a Przemyśl. Desde los tiempos de Vladislao II Jagiello, el voivodato de Przemyśl se llamaba Voivodato Ruteno (województwo ruskie), con su centro eventualmente transferido a Lwów (Leópolis). Consistía en cinco tierras: Lwów, Sanok, Hálych, Przemyśl y Chełm. El territorio estuvo controlado por el Imperio austríaco desde 1772 hasta 1918, siendo conocido como Reino de Galitzia y Lodomeria .

## Descripción
Zygmunt Gloger, en su monumental libro Geografía histórica de las tierras de la Antigua Polonia, proporciona esta descripción del voivodato ruteno:

En los siglos X y XI, Przemysl y Czerwien eran los gords más grandes de esta región. Más tarde, Hálych emergió como la capital de la provincia, mientras que la ciudad de Lwów se fundó solo en 1250. En 1349 aprox., el rey Casimiro III de Polonia tomó el control del Principado de Galitzia (o de Hálych). La provincia estaba gobernada por starostas reales, el primero de los cuales era un hombre llamado Jasiek Tarnowski. Lo más probable es que en los últimos años del reinado del rey Vladislao II Jagiello, se llamara voivodato de Rutenia, ya que en ese momento los vaivodas de Przemysl comenzaron a llamarse voivodas de Rus. El primer voivoda fue Jan Mezyk de Dabrowa.

El voivodato ruteno constaba de cinco ziemias: las de Lwów, Przemysl, Sanok, Halych y Chelm. Los dos últimos tenían sus propias autoridades locales; además, la Tierra de Chelm estaba completamente separada de otras tierras rutenas por el voivodato de Belz. Por lo tanto, debemos hablar por separado de cuatro tierras rutenias y la Tierra de Chelm, cuya historia fue muy diferente después de las particiones de Polonia (...) Las tierras de Lwow, Przemysl y Sanok tenían sus sejmiks, que tenían lugar en sus respectivas capitales. Los sejmiks generales de estas tres tierras estaban en Sadowa Wisznia, donde se eligieron siete diputados para el Sejm polaco: dos de cada tierra y uno del condado de Zhidáchiv. Los starostas residían en Lwów, Zhidáchiv, Przemysl y Sanok. El voivodato tenía seis senadores: el arzobispo de Lwow, el obispo de Przemysl, el voivoda de Rutenia, el castellano de Lwow y los castellanos de Przemysl y Sanok (...) La ciudad de Lwów fue la sede de un tribunal de la Pequeña Polonia separado para los voivodatos de Rutenia, Kijow, Volinia, Podolia, Belz, Braclaw y Czernihow (...) El condado de Zydaczow, aunque oficialmente formaba parte de la  Tierra de Lwow, a menudo se consideraba como una ziemia separada, con su propio escudo de armas, otorgado en 1676. En esos años, Lwow tenía 618 aldeas y 42 ciudades, mientras que el condado de Zhidáchiv tenía 170 aldeas y 9 ciudades.
La Tierra de Przemysl se dividió en dos condados: los de Przemysl y Przeworsk. En 1676, el condado de Przemysl tenía 657 aldeas y 18 ciudades, mientras que el condado de Przeworsk tenía 221 aldeas y 18 ciudades (...) La Tierra de Sanok, ubicada en las estribaciones de los Cárpatos, no estaba dividida en condados. En 1676 contaba con 371 villas y 12 villas (...)
La Tierra de Hálych, con su propio gobierno local independiente, se dividió en los condados de Trembowla, Hálych y Kolomyja. Tenía su propio sejmik en Hálych, donde se eligieron seis diputados para el Sejm polaco (dos de cada condado), también un diputado para el Tribunal de la Corona y uno para el Tribunal del Tesoro en Radom. La Tierra de Hálych tenía un senador y starostas, que residían en Halicz, Trembowla, Kolomuja, Tlumacz, Rohatyn, Jablonow, Sniatyn, Krasnopol y otros lugares. En 1676 tenía 565 aldeas y 38 pueblos.

La Tierra de Chelm era un enclave, separado del voivodato de Rutenia por el voivodato de Belz. El río Bug dividió esta tierra en dos partes, y desde el siglo X, Polonia y la Rus se disputaron Chelm. Con el transcurso del tiempo, los lituanos también se sumaron al conflicto. Terminó en 1377, cuando el rey Luis anexó Chelm. la Tierra de Chelm tenía sus propias oficinas locales y un sejmik, donde se elegían dos diputados al Sejm y un diputado al Tribunal de la Pequeña Polonia. Estaba dividido en los condados de Chelm y Krasnystaw, los starostas residían en Chelm, Krasnystaw, Ratno, Luboml, Hrubieszow y otros lugares. La Tierra de Chelm tenía dos senadores: el obispo de Chelm y el castellano de Chelm. En 1676, había 427 pueblos y 23 ciudades en ambos condados (...) La parte sur de la Tierra de Chelm pertenecía a la vasta cola de pago de la familia Zamoyski, que se extendía más allá de la región, hasta el condado de Urzedow del voivodato de Lublin.

## Gobierno municipal
Sede del gobernador del voivodato (Wojewoda):
- Lwów (Leópolis)

Sejmik regional (sejmik generalny) para todas las tierras de Rutenia:
- Sądowa Wisznia

Asientos del Sejmik Regional (sejmik poselski i deputacki):
- Lwów
- Hálych
- Sądowa Wisznia
- Przemyśl
- Sanok
- Chełm

## División administrativa
- Tierra de Chełm (Ziemia Chełmska), Chełm
  - Condado de Chełm, (Powiat Chełmski), Chełm
  - Condado de Hrubieszów, (Powiat Hrubieszowski), Hrubieszów
  - Condado de Krasnystaw, (Powiat Krasnystawski), Krasnystaw
  - Condado de Luboml, (Powiat Lubomelski), Luboml
  - Condado de Ratno, (Powiat Ratneński), Ratno
- Tierra de Hálych (Ziemia Halicka), Hálych
  - Condado de Halicz, (Powiat Halicki), Hálych
  - Condado de Kolomyja, (Powiat Kołomyjski), Kolomyja
  - Condado de Trembowla, (Powiat Trembowelski), Trembowla (posteriormente transferido al voivodato de Podolie)
- Tierra de Lwów (Ziemia Lwowska), Lwów
  - Condado de Lwów, (Powiat Lwowski), Lwów
  - Condado de Żydaczów, (Powiat Żydaczowski), Żydaczów
- Tierra de Przemyśl (Ziemia Przemyska), Przemyśl
  - Condado de Przemyśl (Powiat Przemyski), Przemyśl
  - Condado de Sambor, (Powiat Samborski), Sambor
  - Condado de Drohobycz, (Powiat Drohobycki), Drohóbych
  - Condado de Stryj, (Powiat Stryjski), Stryj
- Tierra de Sanok (Ziemia Sanocka),[4] Sanok
  - Condado de Sanok (Powiat Sanocki), Sanok

## Voivodas
- Stanisław Chodecki de Chotcza, (de 1466 a 1474)
- Jacobo Buczacki - desde 1501
- Stanisław Kmita de Wiśnicz, (desde 1500-)
- Jan Odrowąż, (desde 1510-)
- Jan Tarnowski (desde el 2 de abril de 1527)
- Stanisław Odrowąż (desde 1542)
- Piotr Firlej (1545-1553)
- Hieronim Jarosz Sieniawski (desde 1576)
- Jan Daniłowicz de Olesko, (desde 1605)
- Stanisław Lubomirski, (1628-1638)
- Jacobo Sobieski (desde junio de 1641)
- Jeremi Michał Wiśniowiecki (desde abril de 1646 hasta 1651)
- Esteban Czarniecki (desde 1651)
- Stanisław Jan Jabłonowski (desde 1664)
- Jan Stanisław Jabłonowski, (1697-1731)
- Agosto Aleksander Czartoryski (desde 1731)
- Stanisław Szczęsny Potocki (desde 1782)

## Voivodatos y regiones vecinas
- Voivodato de Cracovia
- Voivodato de Sandomierz
- Voivodato de Brzesc Litewski
- Voivodato de Volinia
- Voivodato de Belz
- Voivodato de Podolia
- Moldavia
- Zemplín
- Condado de Uzh
- Maramureș